# Eurygenius murinus
Eurygenius murinus is een keversoort uit de familie snoerhalskevers (Anthicidae). De wetenschappelijke naam van de soort is voor het eerst geldig gepubliceerd in 1843 door Haldeman.